# Équipe de France de football aux Jeux olympiques d'été de 2020
L'équipe de France olympique de football participe à son 13e tournoi de football aux Jeux olympiques lors de l'édition de 2020 qui se tient à Tokyo au Japon.

## Effectif
| Numéro / Nom       | Numéro / Nom        | Équipe actuelle     | Date de naissance et âge*  | J.              | Buts            | Averti          | Averti · Carton rouge | Carton rouge    |
| Gardiens de but    | Gardiens de but     | Gardiens de but     | Gardiens de but            | Gardiens de but | Gardiens de but | Gardiens de but | Gardiens de but       | Gardiens de but |
| ------------------ | ------------------- | ------------------- | -------------------------- | --------------- | --------------- | --------------- | --------------------- | --------------- |
| 01                 | Paul Bernardoni     | Angers SCO          | 18 avril 1997 (24 ans)     | 3               | 0               | 0               | 0                     | 0               |
| 16                 | Stefan Bajic        | AS Saint-Étienne    | 23 décembre 2001 (19 ans)  | 0               | 0               | 0               | 0                     | 0               |
| 22                 | Dimitry Bertaud     | Montpellier HSC     | 6 juin 1998 (24 ans)       | 0               | 0               | 0               | 0                     | 0               |
| Défenseurs         |                     |                     |                            |                 |                 |                 |                       |                 |
| 02                 | Pierre Kalulu       | AC Milan            | 5 juin 2000 (21 ans)       | 3               | 0               | 0               | 0                     | 0               |
| 03                 | Melvin Bard         | Olympique lyonnais  | 6 novembre 2000 (20 ans)   | 2               | 0               | 0               | 0                     | 0               |
| 04                 | Timothée Pembélé    | Paris Saint-Germain | 9 septembre 2002 (18 ans)  | 1               | 0               | 1               | 0                     | 0               |
| 13                 | Clément Michelin    | RC Lens             | 11 mai 1997 (24 ans)       | 3               | 0               | 2               | 0                     | 0               |
| 15                 | Modibo Sagnan       | Real Sociedad       | 14 avril 1999 (22 ans)     | 2               | 0               | 0               | 0                     | 0               |
| 17                 | Anthony Caci        | RC Strasbourg       | 1er juillet 1997 (24 ans)  | 3               | 0               | 1               | 0                     | 0               |
| 19                 | Ismaël Doukouré     | Valenciennes FC     | 24 juillet 2003 (17 ans)   | 0               | 0               | 0               | 0                     | 0               |
| 05                 | Niels Nkounkou      | Everton FC          | 1er novembre 2000 (20 ans) | 1               | 0               | 1               | 0                     | 0               |
| Milieux de terrain |                     |                     |                            |                 |                 |                 |                       |                 |
| 06                 | Lucas Tousart       | Hertha BSC          | 29 avril 1997 (24 ans)     | 3               | 0               | 0               | 0                     | 0               |
| 08                 | Enzo Le Fée         | FC Lorient          | 3 février 2000 (21 ans)    | 3               | 0               | 0               | 0                     | 0               |
| 11                 | Téji Savanier       | Montpellier HSC     | 22 décembre 1991 (29 ans)  | 3               | 1               | 1               | 0                     | 0               |
| 12                 | Alexis Beka Beka    | SM Caen             | 29 mars 2001 (20 ans)      | 3               | 0               | 0               | 0                     | 0               |
| 14                 | Florian Thauvin     | Tigres UANL         | 26 janvier 1993 (28 ans)   | 3               | 0               | 0               | 0                     | 0               |
| Attaquants         |                     |                     |                            |                 |                 |                 |                       |                 |
| 07                 | Arnaud Nordin       | AS Saint-Étienne    | 17 juin 1998 (23 ans)      | 2               | 0               | 0               | 0                     | 0               |
| 09                 | Nathanaël Mbuku     | Stade de Reims      | 16 mars 2002 (19 ans)      | 2               | 0               | 0               | 0                     | 0               |
| 10                 | André-Pierre Gignac | Tigres UANL         | 5 décembre 1985 (35 ans)   | 3               | 4               | 0               | 0                     | 0               |
| 18                 | Randal Kolo Muani   | FC Nantes           | 5 décembre 1998 (22 ans)   | 3               | 0               | 0               | 0                     | 1               |
| 20                 | Isaac Lihadji       | LOSC Lille          | 10 avril 2002 (19 ans)     | 0               | 0               | 0               | 0                     | 0               |
| Sélectionneur      |                     |                     |                            |                 |                 |                 |                       |                 |
|                    | Sylvain Ripoll      |                     | 15 août 1971 (49 ans)      |                 |                 |                 |                       |                 |

## Phase qualificative

### Phase de groupe - Groupe C
| Rang | Équipe     | Pts | J | G | N | P | Bp | Bc | Diff |
| ---- | ---------- | --- | - | - | - | - | -- | -- | ---- |
| 1    | Roumanie   | 7   | 3 | 2 | 1 | 0 | 8  | 3  | +5   |
| 2    | France     | 7   | 3 | 2 | 1 | 0 | 3  | 1  | +2   |
| 3    | Angleterre | 1   | 3 | 0 | 1 | 2 | 6  | 9  | -3   |
| 4    | Croatie    | 1   | 3 | 0 | 1 | 2 | 4  | 8  | -4   |

| 18 juin 2019 | Angleterre | 1 - 2   | France                              | Stade Dino-Manuzzi, Cesena  |                             |
| 21 h 00      | Foden 54e  | (0 - 0) | 89e Ikoné · 90+5e (csc) Wan-Bissaka | Arbitrage : Srđan Jovanović | Arbitrage : Srđan Jovanović |
| 21 h 00      | Rapport    |         |                                     | Arbitrage : Srđan Jovanović | Arbitrage : Srđan Jovanović |

| 21 juin 2019 | France     | 1 - 0   | Croatie | Stade olympique, Serravalle  |                              |
| 21 h 00      | Dembélé 8e | (1 - 0) |         | Arbitrage : Serdar Gözübüyük | Arbitrage : Serdar Gözübüyük |
| 21 h 00      | Rapport    |         |         | Arbitrage : Serdar Gözübüyük | Arbitrage : Serdar Gözübüyük |

| 24 juin 2019 | France  | 0 - 0   | Roumanie | Stade Dino-Manuzzi, Cesena |                            |
| 21 h 00      |         | (0 - 0) |          | Arbitrage : Georgi Kabakov | Arbitrage : Georgi Kabakov |
| 21 h 00      | Rapport |         |          | Arbitrage : Georgi Kabakov | Arbitrage : Georgi Kabakov |

### Demi-finale
| 27 juin 2019 | Espagne                                                    | 4 - 1   | France            | Mapei Stadium - Città del Tricolore, Reggio d'Émilie |                            |
| 21 h 00      | Roca 28e · Oyarzabal 45+5e (pen.) · Olmo 47e · Mayoral 66e | (2 - 1) | Mateta 16e (pen.) | Arbitrage : Georgi Kabakov                           | Arbitrage : Georgi Kabakov |
| 21 h 00      | Rapport                                                    |         |                   | Arbitrage : Georgi Kabakov                           | Arbitrage : Georgi Kabakov |

La France est qualifiée pour les JO 2020 grâce à la qualification aux demi-finales.

## Phase préparative
Pour son seul et unique match de préparation aux JO de Tokyo, l'Equipe de France Olympique de football a disputé un match contre la Corée du Sud en amical au Suwon Stadium de Séoul. Menée, les Bleus ont réussi revenir au score grâce à Randal Kolo Muani avant de s'imposer sur une frappe de Nathanaël Mbuku. Score final 2-1.

## Tournoi olympique

### Premier tour: Groupe A
| Rang | Équipe         | Pts | J | G | N | P | Bp | Bc | Diff |
| ---- | -------------- | --- | - | - | - | - | -- | -- | ---- |
| 1    | Japon          | 6   | 2 | 2 | 0 | 0 | 3  | 1  | +2   |
| 2    | Mexique        | 3   | 2 | 1 | 0 | 1 | 5  | 3  | +2   |
| 3    | France         | 3   | 2 | 1 | 0 | 1 | 5  | 7  | -2   |
| 4    | Afrique du Sud | 0   | 2 | 0 | 0 | 2 | 3  | 5  | -2   |

     Équipes qualifiées ; Pts = points ; J = joués ; G = gagnés ; N = nuls ; P = perdus ; 

Bp = buts pour ; Bc = buts contre ; Diff = différence de buts.

#### Mexique - France
| Match 2                           | Mexique                                                                                | 4 - 1   | France            | Stade Ajinomoto, Tokyo                                                           |                                                                                  |
| 22 juillet 2021 17:00 (UTC+09:00) | ( Lainez) Vega 47e · ( Rodríguez) Córdova 55e · ( Romo) Antuna 80e · Ed. Aguirre 90+1e | (0 - 0) | 69e (pen.) Gignac | Spectateurs : 0 (huis clos) Arbitrage : Chris Beath Arbitre vidéo : Fu Ming (en) | Spectateurs : 0 (huis clos) Arbitrage : Chris Beath Arbitre vidéo : Fu Ming (en) |
| 22 juillet 2021 17:00 (UTC+09:00) | Rapport (olympics.com) Rapport (fifa.com)                                              |         |                   | Spectateurs : 0 (huis clos) Arbitrage : Chris Beath Arbitre vidéo : Fu Ming (en) | Spectateurs : 0 (huis clos) Arbitrage : Chris Beath Arbitre vidéo : Fu Ming (en) |

| Mexique | France |

| MEXIQUE :       |    |                   |     |     |
|                 |    |                   |     |     |
| Gardien de but  | 13 | Guillermo Ochoa   |     |     |
|                 | 02 | Jorge Sánchez     |     |     |
|                 | 03 | César Montes      |     |     |
|                 | 05 | Johan Vásquez     |     |     |
|                 | 14 | Érick Aguirre     |     |     |
|                 | 08 | Carlos Rodríguez  |     |     |
|                 | 07 | Luis Romo         |     |     |
|                 | 17 | Sebastián Córdova |     | 72e |
|                 | 10 | Diego Lainez      |     | 72e |
|                 | 09 | Henry Martín      |     | 88e |
|                 | 11 | Alexis Vega       | 20e | 84e |
| Remplaçants :   |    |                   |     |     |
|                 | 15 | Uriel Antuna      |     | 72e |
|                 | 16 | José Esquivel     |     | 72e |
|                 | 21 | Roberto Alvarado  |     | 84e |
|                 | 18 | Eduardo Aguirre   |     | 88e |
| Sélectionneur : |    |                   |     |     |
| Jaime Lozano    |    |                   |     |     |

| FRANCE :        |    |                     |     |     |
|                 |    |                     |     |     |
| Gardien de but  | 01 | Paul Bernardoni     |     |     |
|                 | 13 | Clément Michelin    | 16e |     |
|                 | 02 | Pierre Kalulu       |     |     |
|                 | 15 | Modibo Sagnan       |     |     |
|                 | 17 | Anthony Caci        | 75e | 90e |
|                 | 11 | Téji Savanier       |     |     |
|                 | 06 | Lucas Tousart       |     | 60e |
|                 | 14 | Florian Thauvin     |     | 79e |
|                 | 08 | Enzo Le Fée         |     |     |
|                 | 07 | Arnaud Nordin       |     | 60e |
|                 | 10 | André-Pierre Gignac |     |     |
| Remplaçants :   |    |                     |     |     |
|                 | 12 | Alexis Beka Beka    |     | 60e |
|                 | 18 | Randal Kolo Muani   |     | 60e |
|                 | 09 | Nathanaël Mbuku     |     | 79e |
|                 | 03 | Melvin Bard         |     | 90e |
| Sélectionneur : |    |                     |     |     |
| Sylvain Ripoll  |    |                     |     |     |

| Arbitre : Chris Beath Assistants : Anton Schetinin George Lakrindis Quatrième arbitre : Bamlak Tessema Weyesa Arbitre vidéo : Fu Ming (en) Assistant arbitre vidéo : Abdulkadir Bitigen (en) |

#### France - Afrique du Sud
| Match 10                          | France                                                                                           | 4 - 3   | Afrique du Sud                                                          | Stade Saitama 2002, Saitama                                                       |                                                                                   |
| 25 juillet 2021 17:00 (UTC+09:00) | ( Kolo Muani) Gignac 57e · ( Michelin) Gignac 78e · Gignac 86e (pen.) · ( Gignac) Savanier 90+2e | (0 - 0) | 53e Kodisang (en) · 73e Makgopa (Kodisang (en) ) · 81e Mokoena (Singh ) | Spectateurs : 0 (huis clos) Arbitrage : Kevin Ortega Arbitre vidéo : Andrés Cunha | Spectateurs : 0 (huis clos) Arbitrage : Kevin Ortega Arbitre vidéo : Andrés Cunha |
| 25 juillet 2021 17:00 (UTC+09:00) | Rapport (olympics.com) Rapport (fifa.com)                                                        |         |                                                                         | Spectateurs : 0 (huis clos) Arbitrage : Kevin Ortega Arbitre vidéo : Andrés Cunha | Spectateurs : 0 (huis clos) Arbitrage : Kevin Ortega Arbitre vidéo : Andrés Cunha |

| France | Afrique du Sud |

| FRANCE :        |    |                     |     |     |
|                 |    |                     |     |     |
| Gardien de but  | 01 | Paul Bernardoni     |     |     |
|                 | 13 | Clément Michelin    |     |     |
|                 | 02 | Pierre Kalulu       |     |     |
|                 | 05 | Niels Nkounkou      | 20e |     |
|                 | 17 | Anthony Caci        |     |     |
|                 | 07 | Téji Savanier       | 68e |     |
|                 | 06 | Lucas Tousart       |     | 69e |
|                 | 14 | Florian Thauvin     |     | 69e |
|                 | 18 | Randal Kolo Muani   |     |     |
|                 | 09 | Nathanaël Mbuku     |     | 61e |
|                 | 10 | André-Pierre Gignac |     |     |
| Remplaçants :   |    |                     |     |     |
|                 | 08 | Enzo Le Fée         |     | 61e |
|                 | 07 | Arnaud Nordin       |     | 69e |
|                 | 17 | Alexis Beka Beka    |     | 69e |
| Sélectionneur : |    |                     |     |     |
| Sylvain Ripoll  |    |                     |     |     |

| AFRIQUE DU SUD : |    |                           |     |     |
|                  |    |                           |     |     |
| Gardien de but   | 01 | Ronwen Williams           |     |     |
|                  | 03 | Katlego Mohamme           |     |     |
|                  | 05 | Luke Fleurs (en)          |     |     |
|                  | 15 | Tercious Malepe           |     |     |
|                  | 13 | Reeve Frosler             |     | 83e |
|                  | 18 | Kobamelo Kodisang (en)    |     | 78e |
|                  | 08 | Thabo Cele                |     |     |
|                  | 07 | Nkosingiphile Ngcobo (en) |     | 65e |
|                  | 04 | Teboho Mokoena            | 16e | 83e |
|                  | 10 | Luther Singh              |     |     |
|                  | 09 | Evidence Makgopa          |     |     |
| Remplaçants :    |    |                           |     |     |
|                  | 06 | Kamohelo Mahlatsi         |     | 65e |
|                  | 12 | Goodman Mosele (en)       |     | 78e |
|                  | 17 | Thendo Mukumela           |     | 83e |
|                  | 02 | James Monyane (en)        |     | 83e |
| Sélectionneur :  |    |                           |     |     |
| David Notoane    |    |                           |     |     |

| Arbitre : Kevin Ortega Assistants : Michael Orué Jesús Sánchez Quatrième arbitre : Leodán González (es) Arbitre vidéo : Andrés Cunha Assistant arbitre vidéo : Marco Guida (en) |

#### France - Japon
| Match 17                          | France                                    | 0 - 4   | Japon                                            | Stade Nissan, Yokohama                                                                 |                                                                                        |
| 28 juillet 2021 20:30 (UTC+09:00) |                                           | (0 - 2) | 27e Kubo · 34e Sakai · 70e Miyoshi · 90+1e Maeda | Spectateurs : 0 (huis clos) Arbitrage : Iván Barton Arbitre vidéo : Nicolás Gallo (es) | Spectateurs : 0 (huis clos) Arbitrage : Iván Barton Arbitre vidéo : Nicolás Gallo (es) |
| 28 juillet 2021 20:30 (UTC+09:00) | Rapport (olympics.com) Rapport (fifa.com) |         |                                                  | Spectateurs : 0 (huis clos) Arbitrage : Iván Barton Arbitre vidéo : Nicolás Gallo (es) | Spectateurs : 0 (huis clos) Arbitrage : Iván Barton Arbitre vidéo : Nicolás Gallo (es) |

| France | Japon |

| FRANCE :        |    |                     |     |     |
|                 |    |                     |     |     |
| Gardien de but  | 01 | Paul Bernardoni     |     |     |
|                 | 13 | Clément Michelin    | 66e |     |
|                 | 02 | Pierre Kalulu       |     | 62e |
|                 | 17 | Anthony Caci        |     |     |
|                 | 04 | Timothée Pembélé    | 58e | 62e |
|                 | 12 | Alexis Beka Beka    |     |     |
|                 | 06 | Lucas Tousart       |     |     |
|                 | 11 | Téji Savanier       |     | 38e |
|                 | 14 | Florian Thauvin     |     |     |
|                 | 10 | André-Pierre Gignac |     |     |
|                 | 18 | Randal Kolo Muani   | 74e |     |
| Remplaçants :   |    |                     |     |     |
|                 | 08 | Enzo Le Fée         |     | 38e |
|                 | 15 | Modibo Sagnan       |     | 62e |
|                 | 03 | Melvin Bard         |     | 62e |
| Sélectionneur : |    |                     |     |     |
| Sylvain Ripoll  |    |                     |     |     |

| JAPON :         |    |                   |     |     |
|                 |    |                   |     |     |
| Gardien de but  | 12 | Kosei Tani        |     |     |
|                 | 14 | Takehiro Tomiyasu | 22e |     |
|                 | 05 | Maya Yoshida      |     |     |
|                 | 03 | Yūta Nakayama     |     |     |
|                 | 02 | Hiroki Sakai      | 44e | 55e |
|                 | 17 | Ao Tanaka         |     | 80e |
|                 | 06 | Wataru Endō       |     | 72e |
|                 | 10 | Ritsu Doan        |     | 72e |
|                 | 07 | Takefusa Kubo     |     | 46e |
|                 | 13 | Reo Hatate        |     |     |
|                 | 18 | Ayase Ueda        |     |     |
| Remplaçants :   |    |                   |     |     |
|                 | 08 | Kōji Miyoshi      |     | 46e |
|                 | 15 | Daiki Hashioka    |     | 55e |
|                 | 16 | Yuki Soma         |     | 72e |
|                 | 04 | Ko Itakura        |     | 72e |
|                 | 09 | Daizen Maeda      |     | 80e |
| Sélectionneur : |    |                   |     |     |
| Hajime Moriyasu |    |                   |     |     |

| Arbitre : Iván Barton Assistants : David Moran Zachari Zeegelaar Quatrième arbitre : Dahane Beida Arbitre vidéo : Nicolás Gallo (es) Assistant arbitre vidéo : Bibiana Steinhaus |